# Gluconato de clorhexidina
El Gluconato de Clorhexidina es un agente antimicrobiano tópico que pertenece al grupo de las biguanidas, al igual que el clorhidrato de clorhexidina y el acetato de clorhexidina. Esta molécula es soluble en agua y en alcohol, lo que aumenta su efectividad.
Suele usarse antes de las intervenciones quirúrgicas en la preparación de la piel del paciente, donde tiene presentación como jabón antimicrobiano, cuyo mecanismo de acción es la disrupción de la membrana celular y precipitación de las proteínas celulares. En este caso presenta un amplio espectro de acción (más efectivo contra las bacterias gram positivas que gram negativas u hongos)y es un buen viricida. Además, presenta actividad residual por unirse a la queratina, no es inactivado por el material orgánico y suele ser menos irritante para la piel que los yodóforos.
Aplicaciones:
- Como antiséptico en el lavado quirúrgico de manos (Gluconato 1%, etanol o isopropanol al 61%)
- Para preparar el área por operar (Gluconato 1%, etanol o isopropanol al 61%)
- En heridas y quemaduras (Gluconato 0.05%, Agua)
- En enjuagues bucales para tratar la gingivitis así como la enfermedad periodontal.
- Conservar el material estéril (Gluconato 0.02%, nitrito de sodio-como anticorrosivo-)

En un estudio realizado por el departamento de cirugía de la Facultad de Medicina de la UNAM se mostró la superioridad del gluconato de clorhexidina en términos de costo-beneficio respecto a la yodopovidona y el cloruro de benzalconio.

## Contraindicaciones
El gluconato de clorhexidina puede causar dermatitis por contacto o irritación de la piel, incluso en quemados. 
Se precipita al usarse con otros antisépticos por lo que no debe usarse al mismo tiempo con otros antisépticos.